# Frank Finnigan
Pour l’article homonyme, voir Finnigan.
Francis Arthur Clarence Finnigan (né le 9 juillet 1903 à Shawville au Canada — mort le 25 décembre 1991) est un joueur professionnel canadien de hockey sur glace qui évoluait au poste d'ailier droit. Il est le frère du joueur de hockey professionnel Eddie Finnigan.

## Biographie
Finnigan commence sa carrière professionnelle dans la LNH en 1923 avec les Sénateurs d'Ottawa. Hormis un intermède d'une saison où il remporte la coupe Stanley avec les Maple Leafs de Toronto, il reste fidèle à cette franchise jusqu'à sa délocalisation à Saint-Louis lorsqu'elle prend le nom d'Eagles de Saint-Louis. Il quitte cependant la franchise en cours de saison pour rejoindre les Maple Leafs avec lesquels il termine sa carrière.
En 1992, la nouvelle équipe des Sénateurs d'Ottawa doit faire ses débuts dans la Ligue nationale de hockey et il est choisi pour jeter la première rondelle de l'équipe pour le match inaugural. Il meurt malheureusement le 25 décembre 1991 et ne peut assister à ce match où les Sénateurs retirent en son honneur le numéro 8 qu'il portait jadis.

## Statistiques
| Saison     | Équipe                 | Ligue      |     | Saison régulière | Saison régulière | Saison régulière | Saison régulière | Saison régulière |    | Séries éliminatoires | Séries éliminatoires | Séries éliminatoires | Séries éliminatoires | Séries éliminatoires |
| Saison     | Équipe                 | Ligue      | PJ  | B                | A                | Pts              | Pun              | PJ               | B  | A                    | Pts                  | Pun                  |                      |                      |
| 1923-1924  | Sénateurs d'Ottawa     | LNH        | 4   | 0                | 0                | 0                | 0                |                  |    |                      |                      |                      |                      |                      |
| 1924-1925  | Sénateurs d'Ottawa     | LNH        | 29  | 0                | 0                | 0                | 20               |                  |    |                      |                      |                      |                      |                      |
| 1925-1926  | Sénateurs d'Ottawa     | LNH        | 36  | 2                | 0                | 2                | 24               |                  |    |                      |                      |                      |                      |                      |
| 1926-1927  | Sénateurs d'Ottawa     | LNH        | 36  | 15               | 1                | 16               | 52               | 6                | 3  | 0                    | 3                    | 0                    |                      |                      |
| 1927-1928  | Sénateurs d'Ottawa     | LNH        | 39  | 20               | 5                | 25               | 34               | 2                | 0  | 1                    | 1                    | 6                    |                      |                      |
| 1928-1929  | Sénateurs d'Ottawa     | LNH        | 44  | 15               | 4                | 19               | 71               | --               | -- | --                   | --                   | --                   |                      |                      |
| 1929-1930  | Sénateurs d'Ottawa     | LNH        | 43  | 21               | 15               | 36               | 46               | 2                | 0  | 0                    | 0                    | 4                    |                      |                      |
| 1930-1931  | Sénateurs d'Ottawa     | LNH        | 44  | 9                | 8                | 17               | 40               | --               | -- | --                   | --                   | --                   |                      |                      |
| 1931-1932  | Maple Leafs de Toronto | LNH        | 47  | 8                | 13               | 21               | 45               | 7                | 2  | 3                    | 5                    | 8                    |                      |                      |
| 1932-1933  | Sénateurs d'Ottawa     | LNH        | 45  | 4                | 14               | 18               | 37               | --               | -- | --                   | --                   | --                   |                      |                      |
| 1933-1934  | Sénateurs d'Ottawa     | LNH        | 48  | 10               | 10               | 20               | 10               | --               | -- | --                   | --                   | --                   |                      |                      |
| 1934-1935  | Eagles de Saint-Louis  | LNH        | 34  | 5                | 5                | 10               | 10               | --               | -- | --                   | --                   | --                   |                      |                      |
| 1934-1935  | Maple Leafs de Toronto | LNH        | 11  | 2                | 0                | 2                | 2                | 7                | 1  | 2                    | 3                    | 2                    |                      |                      |
| 1935-1936  | Maple Leafs de Toronto | LNH        | 48  | 2                | 6                | 8                | 10               | 9                | 0  | 3                    | 3                    | 0                    |                      |                      |
| 1936-1937  | Maple Leafs de Toronto | LNH        | 48  | 2                | 7                | 9                | 4                | 2                | 0  | 0                    | 0                    | 0                    |                      |                      |
| Totaux LNH | Totaux LNH             | Totaux LNH | 556 | 115              | 88               | 203              | 405              | 35               | 6  | 9                    | 15                   | 20                   |                      |                      |